# Parque Lo Errázuriz
El Parque Lo Errázuriz es un área verde ubicada en la comuna de Estación Central, Chile. Este parque es construido en el sitio donde se ubicaba el vertedero Lo Errázuriz, cerrado entre 1985 y 1995. El parque también es conocido como «Bosque de Chuchunco».
Desde sus orígenes, el gobierno regional y local ha tenido la intención de expandir en tamaño el parque; el 2019 el Gobierno Regional autorizó una suma de  $1.700 millones de pesos para la expansión del parque, añadiendo 30 hectáreas más a las 10 ya existentes, transformándose este parque en una de las áreas verdes más grandes del área metropolitana de Santiago.
El 14 de diciembre de 2019 fueron inauguradas las 10 hectáreas iniciales del parque, que contemplan juegos infantiles, áreas de pícnic, dos zonas deportivas y un circuito vial.